# فنسنت ميلوت
فنسنت ميلوت (بالفرنسية: Vincent Millot)‏ مواليد 30 يناير 1986 في مونبلييه، هو لاعب كرة مضرب فرنسي يلعب باليد اليسرى ويحتل حالياً المرتبة رقم. 165 (29 فبراير 2016) في تصنيف رابطة محترفي كرة المضرب. أعلى تصنيف له في الفردي كان المركز الـ 147 في سنة 2011.

## روابط خارجية
- فنسنت ميلوت على موقع رابطة محترفي التنس (الإنجليزية)
- فنسنت ميلوت على موقع الاتحاد الدولي لكرة المضرب (الإنجليزية)
- فنسنت ميلوت على موقع خلاصة التنس.كوم (الإنجليزية)
- فنسنت ميلوت على موقع إي إس بي إن.كوم (الإنجليزية)